# A Coruña (járás)
A Coruña egy comarca (járás) Spanyolország Galicia autonóm közösségében, A Coruña tartományban. Székhelye A Coruña. Lakosainak száma 413 977 fő (2024).

## Települések
A székhely félkövérrel szerepel.
- Abegondo
- Arteixo
- A Coruña
- Bergondo
- Cambre
- Carral
- Culleredo
- Oleiros
- Sada

## Népesség
| 2020 | 406 873 |
| 2024 | 413 977 |